# Фёдоров, Николай Фёдорович (Герой Социалистического Труда)
Николай Фёдорович Фёдоров (11 декабря 1921, Ведрово, Лужский уезд — 17 мая 1998, Тосно, Ленинградская область) — советский государственный и партийный деятель, Герой Социалистического Труда (1973).

## Биография
Родился 11 декабря 1921 года в деревне Ведрово Лужского уезда Петроградской губернии в большой крестьянской семье.
После окончания средней школы № 2 г. Луги был призван в Красную Армию. Участвовал в Великой Отечественной войне.
С 1946 по 1951 годы находился на комсомольской работе. Организовывал на предприятиях комсомольские ячейки, участвовал в восстановлении разрушенных хозяйств и строительстве жилья. В тридцать лет возглавил Лужский районный Совет народных депутатов. С 1965 по 1970 год Н. Ф. Федоров возглавлял Лужскую городскую партийную организацию. Весной 1970 года был избран первым секретарем Тосненской городской партийной организации. Затем членом бюро областного комитета партии. Н. Ф. Фёдоров неоднократно избирался депутатом Верховного Совета РСФСР, был делегатом трёх партийных съездов.
Участник XIX Всесоюзной Конференции КПСС.
Умер 17 мая 1998 года.

## Память
- Школе-гимназии № 2 города Тосно присвоено его имя.
- В декабре 2011 года к 90-летию со дня рождения в Тосно прошла презентация книги «Николай Федорович Федоров» из цикла «Замечательные люди — земля Тосненская», в тосненском музее была организована экспозиция, посвященная Федорову[3].
- 26 июля 2023 года у здания администрации г. Тосно был открыт памятник Фёдорову[4].

## Награды
- Герой Социалистического Труда (1973)
- Три Ордена Ленина[3]
- Почетный гражданин Тосненского района Ленинградской области.